# London Bar
El London Bar és un pub situat al carrer Nou de la Rambla, 34 de Barcelona, catalogat com a establiment de gran interès (categoria E1).

## Descripció
Es traba a l'esquerra del portal d'accés a l'escala de veïns. L'exterior és auster, amb un aplacat de fusta bastant senzill, mentre que la decoració de l'interior és d'estil modernista, entre la qual destaca l'aparador amb un mirall de fons de línies corbes entretallades per flors i rematades per volutes amb decoració vegetal. L'espai interior és separat per una decoració de fusta de corbes entrellaçades amb el nom del local al centre, segurament d'època més tardana. També té dues barres: la primera, la més antiga, és de marbre de diferents colors amb decoracions florals en baix relleu seguint la decoració de l'arrambador; la segona és de fusta. L'arrambador és de marbre bicolor i el paviment està realitzat amb mosaic hidràulic amb motius geomètrics.
Pel que fa a l'exterior, el moble aplacat té una zona de sòcol de marbre sobre els quals s'inicien estrets muntants de fusta que emmarquen els brancals rematats per mènsules formant una voluta. La porta d'accés és de fusteria simple amb dos fulls situats a la dreta de l'entrada, mentre que a l'esquerra hi ha una finestra a l'altura de la barra.

## Història
Va ser fundat per Josep Roca i Tudó l'any 1910, i proposava també activitats artístiques i culturals en l'espai de saló interior. Posteriorment, es van unir les dues parts de l'interior deixant un petit espai d'escenari al fons. A la documentació administrativa del 1939 el bar es coneixia com a «Cafè Econòmic».
El bar va ser un lloc de trobada per artistes del món del circ i de l'espectacle, ja que al mateix carrer hi havia gran part dels agents. També s'hi van reunir artistes joves com Miró, Picasso o Gaudí.
Es desconeix l'autoria del disseny de la decoració interior, però se sap que devia ser un equip d'artesans, entre els quals hi havia el fuster Pedrerol i el pintor Xampanyer.